# Batman és Robin
A Batman és Robin (eredeti cím: Batman & Robin) 1997-ben bemutatott amerikai szuperhősfilm Joel Schumacher rendezésében. A film a DC Comics két szuperhőse alapján készült. Sok kritika a legrosszabb Batman-filmnek tartja.[forrás?]

## Cselekmény
Ebben a filmben Batman és hű társa, Robin Mr. Fagy és Méregcsók ellen harcol, akik más célokkal ugyan, de szintén szövetségre léptek egymással: előbbi megfagyasztaná a várost, utóbbi mutáns növényekkel népesítené be a Földet. Denevérlány is megjelenik a filmben, hogy segítse Batman és Robin harcát a két gonosztevő ellen. A küzdelem során a két főhős azzal is megpróbálkozik, hogy együtt maradjon.

## Szereplők
| Szereplő                          | Színész               | Magyar hang          |
| --------------------------------- | --------------------- | -------------------- |
| Batman / Bruce Wayne              | George Clooney        | Szabó Sipos Barnabás |
| Dr. Victor Fries / Mr. Fagy       | Arnold Schwarzenegger | Reviczky Gábor       |
| Richard 'Dick' Grayson / Robin    | Chris O’Donnell       | Bor Zoltán           |
| Batgirl / Barbara Wilson          | Alicia Silverstone    | Zakariás Éva         |
| Dr. Pamela Isley / Méregcsók      | Uma Thurman           | Balogh Erika         |
| Alfred Pennyworth                 | Michael Gough         | Versényi László      |
| Alfred fiatalon                   | Jon Simmons           | Versényi László      |
| James Gordon felügyelő            | Pat Hingle            | Uri István           |
| Dr. Jason Woodrue                 | John Glover           | Háda János           |
| Gossip Gerty                      | Elizabeth Sanders     | Vennes Emmy          |
| Átok                              | Jeep Swenson          | Varga Tamás          |
| obszervatóriumi tudós             | Michael Paul Chan     | Kassai Károly        |
| obszervatóriumi tudós             | Kimberly Scott        | Zsolnay Júlia        |
| őr az Arkhami elmegyógyintézetben | TBA                   | Balázsi Gyula        |
| motoros bandatag                  | TBA                   | Kárpáti Levente      |

## Bemutató, kritikák
A film játékideje 125 perc. Az Egyesült Államokban 1997. június 20-án mutatták be, Magyarországon 1997. augusztus 14-én. 238,2 millió dolláros bevételt hozott a pénztáraknál. A legtöbb kritikus azt állította, hogy a Batman-filmek közül ez a legrosszabb, jelölték a legrosszabb filmeknek járó Arany Málna díjra is. A filmet a Warner Bros. stúdió forgalmazta.